# Thladiantha oliveri
Thladiantha oliveri là một loài thực vật có hoa trong họ Cucurbitaceae. Loài này được Cogn. ex Mottet miêu tả khoa học đầu tiên năm 1903.